# Hilary Honorine
Hilary Ysaline Honorine (ur. 3 kwietnia 1997) – francuska zapaśniczka walcząca w stylu wolnym. 

## Kariera sportowa
Zajęła piętnaste miejsce na mistrzostwach świata w 2018. Dziesiąta w indywidualnym Pucharze Świata w 2020. Ósma na mistrzostwach Europy w 2021. Brązowa medalistka igrzysk śródziemnomorskich w 2018. Druga na ME juniorów w 2016. Trzecia na ME U-23 w 2018 roku.
Mistrzyni Francji w 2016 i 2020; druga w 2015, 2017 i 2018 roku.